# Altkatholische Kirche (Rheinfelden/Baden)

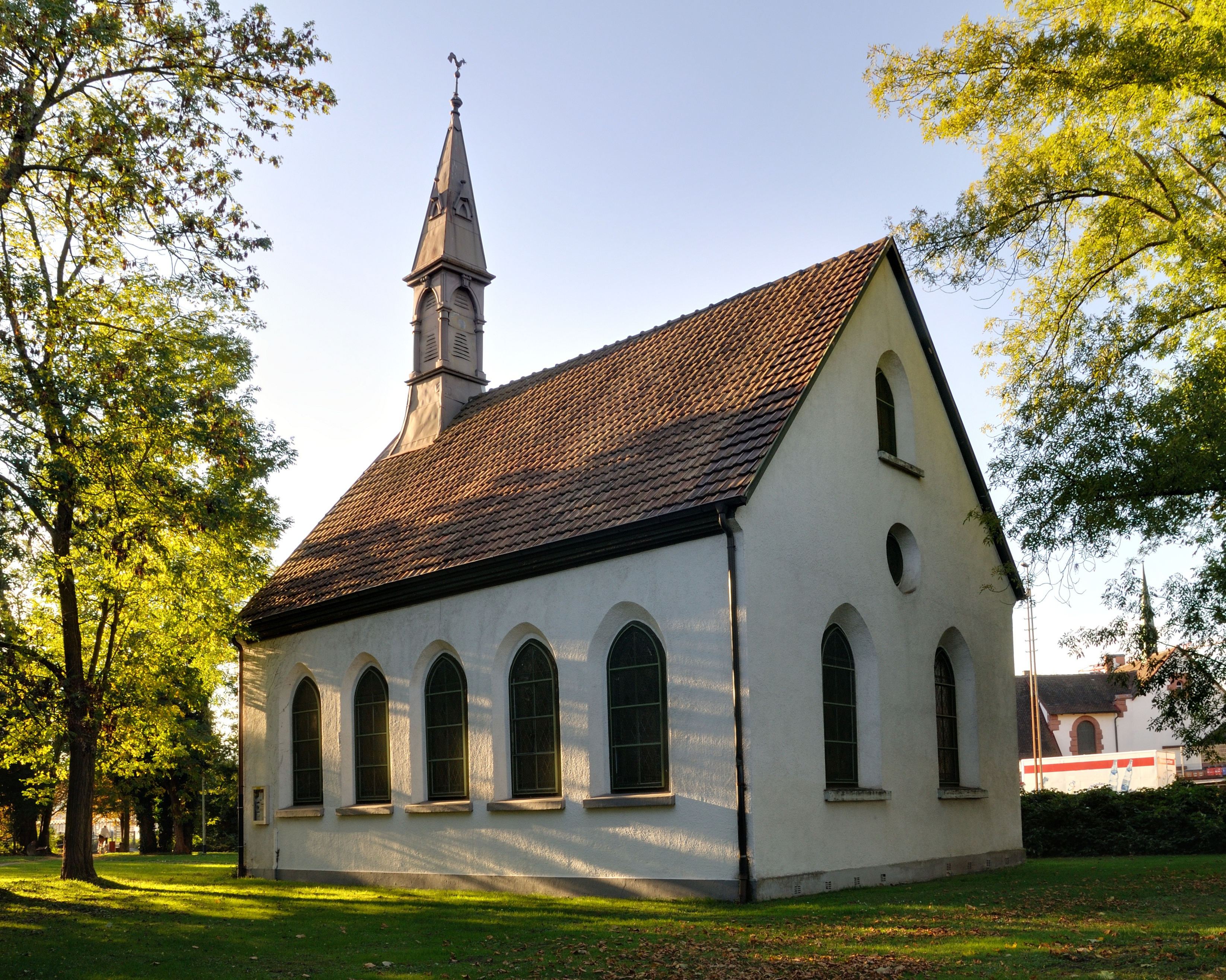
Alt-katholische Kirche St. Jakobus am Adelberg

Die Alt-Katholische Kirche (St. Jakobus am Adelberg) in Rheinfelden ist das älteste Gotteshaus der Stadt. Wegen ihrer Lage am Anwesen Adelberg wird sie auch als Adelbergkirche bezeichnet. Sie gehört zur Alt-Katholischen Kirche in Deutschland.

## Geschichte
1820 hielt die evangelische Bevölkerung erste Gottesdienste im Rittersaal des Schlosses Beuggen. Nach der Gründung einer evangelischen Diasporagemeinschaft am 11. September 1898 erwarb diese Seelsorgegemeinde von den Kraftübertragungswerken Rheinfelden (KWR) zum Preis von 40.000 Goldmark einen Bauplatz nahe der Schweizer Grenze für eine Kirche. Gedacht war die kleine Kirche zunächst als Provisorium für längstens zehn Jahre bis zur Errichtung der Christuskirche, die dann allerdings erst 1937 eingeweiht werden konnte.
Baumeister Gotthard Wilhelm Ehmig schuf aus dem Abbruchmaterial einer vorher dort stehenden Scheune den rechteckigen Kirchenbau. Die Weihe fand am 17. September 1899 statt.
Mit Einbau der Empore in den Jahren 1902/03 konnte die Anzahl der Sitzplätze erhöht werden. Eine 1916 geplante Vergrößerung kam nicht zustande. Seit Fertigstellung der Christuskirche wird die Adelberger Kirche von der altkatholischen Gemeinde genutzt. Zwischen 1960 und 1971 teilten sich die Altkatholiken die Kirche mit der evangelischen Gemeinde. 1973/74 ging sie in den Besitz der KWR über. Die Stadt erhielt aber die Nutzungsrechte der Kirche auf unbestimmte Zeit und verpachtete sie an die Altkatholiken. 2013 übernahm sie das Gebäude für den symbolischen Preis von einem Euro. Sie kommt für die Kosten der Instandhaltung auf, wie 2020 für die aufwändige Sanierung des Turmes, während die altkatholische Gemeinde für den Innenraum zuständig ist, der parallel renoviert wurde.

## Beschreibung

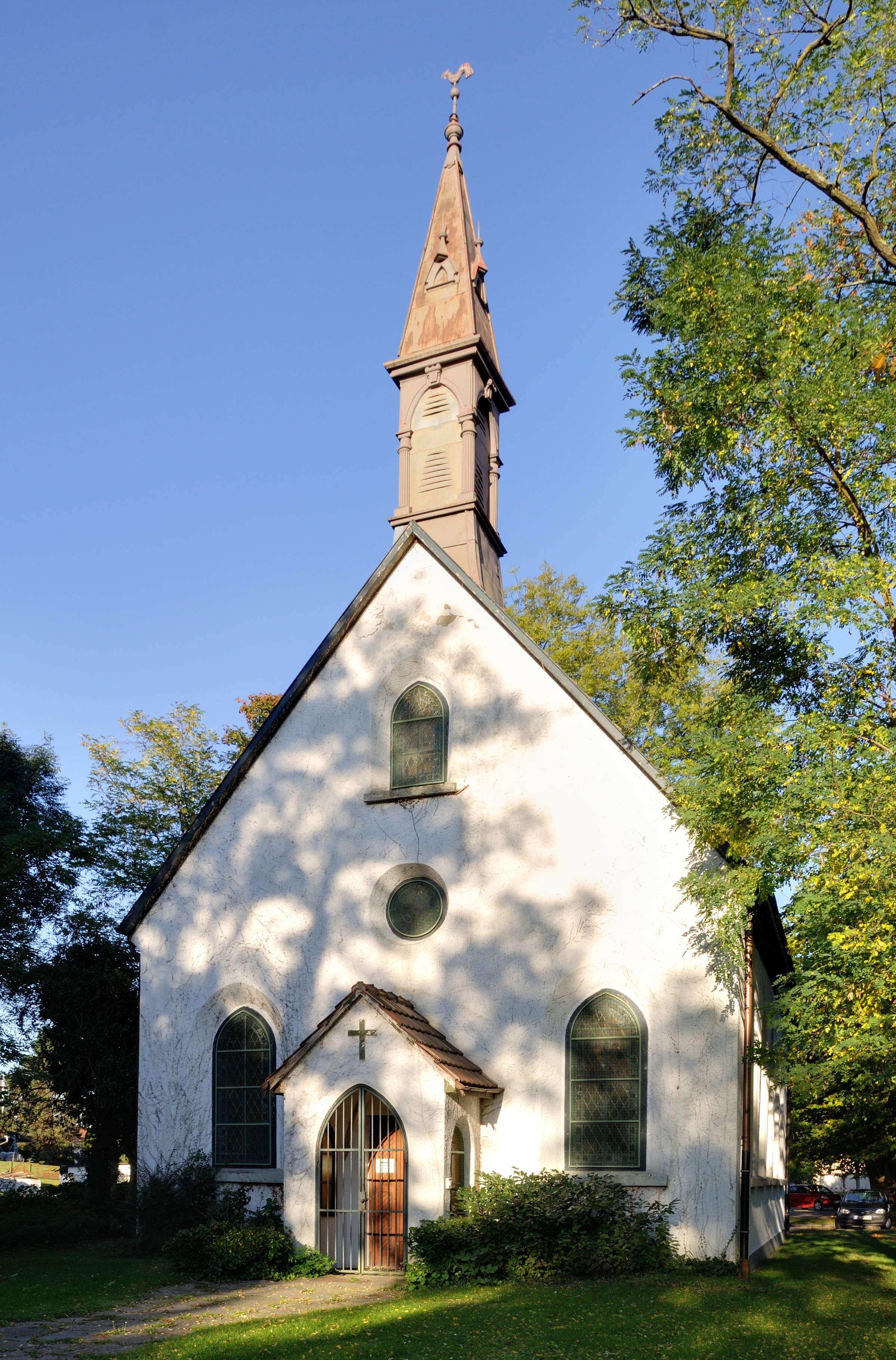
Westfassade

An dem Rechteckbau mit Satteldach befindet sich an der Eingangsfassade im Westen ein kleiner Vorbau. Auf der Westseite bekrönt ein zur Spitze pyramidenförmiger Dachreiter das Dach. Die Südwand hat fünf Spitzbogenfenster; die Nordwand und die Giebelwände jeweils zwei.
Die ursprüngliche b′′-Glocke im Dachreiter war ein Geschenk des Großherzogs Friedrich I. von Baden und wurde 1954 an die evangelische Johanneskirche in Minseln übergeben. Seit 1962 besitzt die Kirche eine a′′-Glocke aus Bronze, die die Glockengießerei Bachert aus Karlsruhe fertigte. Bei der 1968 aufgestellten Orgel verteilen sich die 15 Register auf zwei Manuale und Pedal.
Altar und Kanzel, die von der alt-katholischen Gemeinde gar nicht benötigt werden, stammen aus der Gründungszeit und stehen mit der gesamten Inneneinrichtung unter Denkmalschutz. 2010 wurde ein aus dem Jahr 1873 stammendes Taufbecken von der aufgegebenen altkatholischen Kirche in Zell im Wiesental übernommen. Am 20. Juli 2024 wurde die Kirche nach der Sanierung des Innenraums durch den emeritierten Schweizer christkatholischen Bischof Harald Rein neu geweiht und erhielt als Patron den heiligen Jakobus und den Namen St. Jakobus am Adelberg.